# Matematika i umjetnost
Matematika i umjetnost povezane su na različite načine. Matematika se može primijetiti u umjetnostima poput glazbe, plesa, slikarstva, arhitekture, kiparstva i tekstila. 
Matematika i umjetnost dijele dugotrajnu povezanost kroz povijest. Umjetnici su se oslanjali na matematiku već od 4. stoljeća prije Krista, kada je grčki kipar Polikleitos sastavio svoj Kanon, propisujući proporcije za idealan muški akt koje su se vjerojatno temeljile na omjeru 1: √2. Postoje tvrdnje o korištenju zlatnog reza u drevnoj umjetnosti i arhitekturi, no nedostaju pouzdani dokazi. U talijanskoj renesansi, Luca Pacioli napisao je raspravu De divina proportiae (1509.), oslikanu drvorezima Leonarda da Vincija, istražujući primjenu zlatnog reza u umjetnosti. Piero della Francesca, talijanski slikar, razvio je Euklidove ideje o perspektivi u svojim raspravama i slikama poput De Prospectiva Pingendi. Albrecht Dürer, njemački graver, u svom djelu Melencolia I bavio se matematikom. U suvremenom dobu, grafičar M. C. Escher koristio je teselaciju i hiperboličku geometriju s podrškom matematičara H. S. M. Coxetera, dok je pokret De Stijl, predvođen Theom van Doesburgom i Pietom Mondrianom, usvojio geometrijske oblike. Matematika je također bila izvor nadahnuća za tekstilne umjetnosti poput prošivanja, pletenja, šivanja križićima, heklanja, vezenja, tkanja te izrade ć tepiha i ćilima. U arapskoj umjetnosti simetrija je očita u različitim oblicima, uključujući perzijski girih, marokanske zellige pločice, mogulski jali, probušeni kameni paravani te raširene svodove muqarnas.[nedostaje izvor]
Matematika je direktno utjecala na umjetnost kroz konceptualne alate poput linearne perspektive, analize simetrije i matematičkih objekata kao što su poliedri i Möbiusova traka. Magnus Wenninger stvara šarene zvjezdaste poliedre, prvotno kao modele za poučavanje. Matematički koncepti kao što su rekurzija i logički paradoks vidljivi su na slikama Renéa Magrittea i u gravurama M. C. Eschera. Računalna umjetnost često koristi fraktale, uključujući Mandelbrotov skup, a ponekad istražuje i druge matematičke objekte poput staničnih automata. Arhitekt Philip Steadman tvrdi da je Vermeer koristio camera obscura pri slikanju.[nedostaje izvor]
Dodatni aspekti uključuju algoritamsku analizu umjetničkih djela pomoću rendgenske fluorescentne spektroskopije. Otkriveno je da tradicijski batici iz različitih područja Jave posjeduju različite fraktalne dimenzije, pružajući poticaj za daljnja matematička istraživanja.[nedostaje izvor] Koncepti iz teorije perspektive Filippa Brunelleschija neposredno su doveli do razvoja Girardove Desarguesove projekcijske geometrije. Gledište temeljeno na pitagorejskom pojmu harmonije u glazbi tvrdi da je sve u svijetu uređeno brojevima, a Bog se smatra geometrom svemira, čime se svjetska geometrija čini temeljnom i svetom.[nedostaje izvor]